# Bang Mir
Bang Cheol Yong (em coreano: 방철용; nascido em 10 de março de 1991), mais conhecido pelo seu nome artístico Mir (em coreano: 미르), é um rapper, dançarino, cantor, modelo, ator e MC sul-coreano.  Atualmente ele faz parte da boy band MBLAQ, sendo o rapper principal do grupo.

## Biografia
Nasceu em 10 de março de 1991, em Jang Seong, Coreia do Sul. Mir é caipira, filho de um fazendeiro efetivamente cultivada antes de sua estréia, trabalhou com máquinas agrícolas, cuidou de animais, como cabras. Mir é o irmão mais novo da atriz Go Eun Ah.